# ワールドグラフ
ワールドグラフ（WorldGraph）は国際企画が発刊していたインタビュー・マガジン。
1983年に『国際グラフ』として創刊、第367号（2013年7月号）より第1巻第1号と改め『ワールドグラフ』と改題、2015年8・9月号（第3巻第21号通巻第387号）で廃刊。発行元の株式会社国際企画は、2015年10月9日に大阪地裁より破産手続開始の決定を受け倒産した。

## 概要
「起業家精神から世界が見える」をコンセプトに世界各国のカルチャーと人物対談を紹介する月刊誌であった。
巻頭には月ごとに世界各国の特集記事が組まれ、その国の歴史・ビジネス・文化などを紹介するほか、世界各地のコラムニストが各地の表情を描くコラムなど、国際色豊かな内容を持っていた。誌面の中心となる「人と企業」、「ドクター訪問」は、芸能やスポーツの第一線で活躍する特別インタビュアーと地域で活躍する起業家やドクターとが胸襟を開いて語り合う対談企画であった。また、本誌の監修を務める水野勝弘が市場開発、商品開発、地域活性化などをテーマに取材する「ビジネスサロン 365」があった。

## コラム連載陣
- 水野勝弘「ビジネスサロン365」
- 森脇寛「メルシー・フランス」
- 島田耕「アメリカ音楽の旅」
- 瑠衣朱まき　「America Note」
- ともざきなお「亜細亜のあんな旅こんな旅」
- 新淀屋橋法律事務所「経営者のための法律相談」
- 鈴木公認会計士・税理士事務所「実現すべき自己の発見方法」

## 特別インタビュアー
- 萩原流行
- 藤波辰爾
- 大仁田厚
- 角盈男
- 川藤幸三
- パンチ佐藤
- 阿藤快
- 清水章吾
- 横内正
- ファイティング原田
- 梅田淳
- 前園真聖
- 片岡篤史
- 長谷川豊
- 佐野慈紀